# Stadion Miejski w Tajpej
Stadion Miejski w Tajpej (chiń. 台北田径场; pinyin Táiběi Tiánjìngchǎng) to wielofunkcyjny stadion w Tajpej na Tajwanie. Stary stadion był używany głównie do imprez lekkoatletycznych i był przeznaczony dla 16 000 osób. Został on zburzony i był odbudowywany na Letnie Igrzyska Osób Niesłyszących 2009 od grudnia 2006 roku. Nowy stadion był przygotowany na otwarcie w kwietniu 2009 roku. Nowy stadion został ponownie otwarty w dniu 23 lipca 2009 roku. Ma pojemność 22000 osób.